# Wyżnia Miętusia Rówień
Wyżnia Miętusia Rówień – polana reglowa w Tatrach Zachodnich, znajdująca się w Dolinie Miętusiej, będącej wschodnim odgałęzieniem Doliny Kościeliskiej. Położona jest na wysokości 1140–1200 m n.p.m., na dnie doliny polodowcowej, pomiędzy dwoma grzbietami; od zachodniej strony jest to długi północny grzbiet Ciemniaka, po stronie wschodniej Skoruśniaka. Z grzbietu Ciemniaka, spod Równi nad Piecem i Źródlisk opada do niej Wołowy Żleb, ze zboczy wschodnich żleb Wodniściak, spod Kobylarza niewielki Mały Wodniściak. Powyżej niej znajdują się Wantule i polodowcowy kocioł Małej Świstówki.
Polana dawniej należała do terenów pasterskich Hali Miętusiej, była koszona, stał na niej szałas. Po włączeniu polany w obszar Tatrzańskiego Parku Narodowego zaprzestano jej użytkowania i polana zaczęła zarastać lasem. W 1955 miała powierzchnię ok. 6 ha, ale w 2004 w wyniku zarośnięcia, jej powierzchnia zmniejszyła się o ok. 12% i polana nadal zarasta. W dolnej części polany znajduje się Miętusie Wywierzysko, z którego wypływa Miętusi Potok. Przez polanę nie prowadzi żaden szlak turystyczny. Widoczna jest nieznakowana ścieżka, wydeptywana przez grotołazów, którzy często penetrują liczne i bardzo rozgałęzione jaskinie Czerwonych Wierchów.
Z rzadkich w Polsce gatunków roślin stwierdzono występowanie złoci małej.

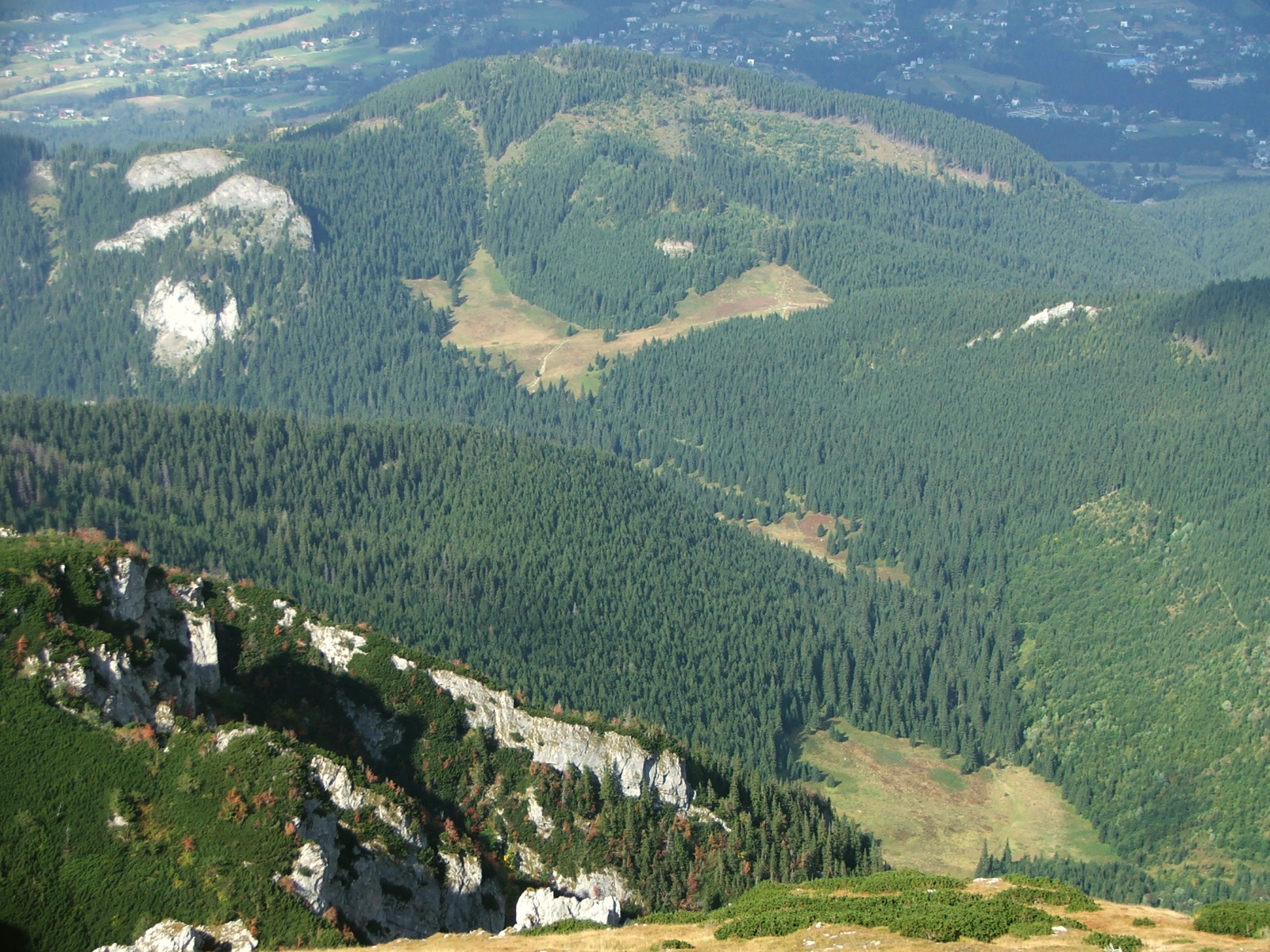
Wyżnia Miętusia Rówień na dole zdjęcia